# 茶马古道 (电视剧)
《茶马古道》是王文杰、孔笙指导，王诗槐等人出演的一部电视剧，该剧主要讲述的是抗日战争中，几个居住在云南家族的人在国家危难之际，放下个人恩怨，组成队伍帮助物资运输的故事。该剧在2005年上映。该剧受到很多人好评。

## 剧情简介
1942年，在中日战争的时候，为了运送物资，居住在云南等地，几个有世代恩怨的家族在国家危难之际的时候，放下个人恩怨，帮助中国军队运送物资的故事。

## 演员表
- 王诗槐 饰 尼玛次仁
- 刘磊 饰 木石罗
- 戴娇倩 饰 杨花依
- 多布杰 饰 噶伦贡布
- 吕卓达 饰 杨金鹏
- 仁青顿珠 饰 格桑加措
- 诺名骅日 饰 阿撒咪
- 王奎荣 饰 静安
- 洛丹 饰 管家
- 赵晋 饰 陈佩雄

## 音乐原声
- 主题曲
  - 曲名：茶马古道歌
  - 作词：景宜
  - 作曲：张千一
  - 演唱：三兄弟合音组、拉姆措、阿依吉斯
- 插曲
  - 曲名：男人的心
  - 作词：景宜
  - 作曲：美朗多吉
  - 演唱：阿桑
- 片尾曲
  - 曲名：玉龙情歌
  - 作词：景宜
  - 作曲：张千一
  - 演唱：方琼

## 其他
- 该剧是中国电视剧史上第一部以多民族形象为主体的长篇电视剧。
- 该剧在“五个一工程”榜上有名

## 相關連結
- 豆瓣电影上《茶马古道》的資料 （简体中文）
- 央视网链接